# Roebling Medal
Die Roebling Medal ist der höchste Preis der Mineralogical Society of America. Sie wird in der Regel jährlich für besondere Leistungen in der Mineralogie vergeben und ist nach Washington A. Roebling (1837–1926) benannt, der neben seiner Tätigkeit als Ingenieur ein Förderer der Gesellschaft und Mineraliensammler war.

## Preisträger
- 1937 Charles Palache
- 1938 Waldemar T. Schaller
- 1940 Leonard James Spencer
- 1941 Esper S. Larsen Jr.
- 1945 Edward H. Kraus
- 1946 Clarence S. Ross
- 1947 Paul Niggli
- 1948 William Lawrence Bragg
- 1949 Herbert E. Merwin
- 1950 Norman L. Bowen
- 1952 Frederick E. Wright
- 1953 William F. Foshag
- 1954 Cecil Edgar Tilley
- 1955 Alexander N. Winchell
- 1956 Arthur F. Buddington
- 1957 Walter F. Hunt
- 1958 Martin J. Buerger
- 1959 Felix Machatschki
- 1960 Thomas F. W. Barth
- 1961 Paul Ramdohr
- 1962 John W. Gruner
- 1963 John Frank Schairer
- 1964 Clifford Frondel
- 1965 Adolf Pabst
- 1966 Max H. Hey
- 1967 Linus Pauling
- 1968 Tei-ichi Ito
- 1969 Fritz Laves
- 1970 George W. Brindley
- 1971 J. D. H. Donnay
- 1972 Elburt F. Osborn
- 1973 George Tunell
- 1974 Ralph E. Grim
- 1975 Michael Fleischer
- 1975 O. Frank Tuttle
- 1976 Carl W. Correns
- 1977 Raimond Castaing
- 1978 James B. Thompson
- 1979 W. H. Taylor
- 1980 Dmitrii S. Korzhinskii
- 1981 Robert M. Garrels
- 1982 Joseph V. Smith
- 1983 Hans P. Eugster
- 1984 Paul B. Barton Jr.
- 1985 Francis J. Turner
- 1986 Edwin W. Roedder
- 1987 Gerald V. Gibbs
- 1988 Julian R. Goldsmith
- 1989 Helen D. Megaw
- 1990 Sturges W. Bailey
- 1991 E-an Zen
- 1992 Hatten S. Yoder
- 1993 Brian Mason
- 1994 William A. Bassett
- 1995 William S. Fyfe
- 1996 Donald H. Lindsley
- 1997 Ian S. E. Carmichael
- 1998 C. Wayne Burnham
- 1999 Ikuo Kushiro
- 2000 Robert C. Reynolds, Jr
- 2001 Peter J. Wyllie
- 2002 Werner F. Schreyer
- 2003 Charles T. Prewitt
- 2004 Francis R. Boyd (Joe Boyd)
- 2005 Ho-kwang Mao
- 2006 W. Gary Ernst
- 2007 Gordon E. Brown
- 2008 Bernard W. Evans
- 2009 Alexandra Navrotsky
- 2010 Robert C. Newton
- 2011 Juhn G. Liou (Louie Liou)
- 2012 Harry W. Green
- 2013 Frank C. Hawthorne
- 2014 Bernie Wood
- 2015 Rodney C. Ewing
- 2016 Robert M. Hazen
- 2017 Edward Stolper
- 2018 E. Bruce Watson
- 2019 Peter R. Buseck
- 2020 Andrew Putnis
- 2021 George Rossman
- 2022 John W. Valley
- 2023 Georges Calas
- 2024 Nancy Ross
- 2025 M. Darby Dyar